# Framlingham Castle
Framlingham Castle er en borg i købstaden Framlingham i Suffolk i det sydlige England. Normannerne opførte en tidlig motte and bailey eller et voldsted på stedet i 1148, men det blev ødelagt af Henrik 2. af England i efterdønningerne fra Oprøret i 1173–1174. Roger Bigod, der var jarl af Norfolk, opførte en erstatning, der var special, da fæstningen manglede et centralt keep, men havde en ringmur med 13 tårne til at forsvare borgens midte. Aligevel lykkedes det John 2. at erobre den i 1216 efter en kort belejring. Mod slutningen af 1200-tallet blev Framlingham et luksuriøst hjem, der var omgivet af vidstrakte områder med hjorte til jagt.
I 1400- og 1500-tallet var Framlingham hjem for de magtfulde familier Mowbray og Howard. Der blev gravet to søer ved slottet, der blev udbygget med mursten. De store, rige familier vedligeholdt bygningen og indkøbte materialer fra hele England og luksusvarer fra internationale markeder. Der blev planet store prydhaver i borgen, og de ældre dele blev redesignet for udsigten. I slutningen af 1500-tallet gik Framlingham i forfald, og efter dets sidste ejer, Theophilus Howard, fik økonomiske vanskeligheder, blev borgen og de omkringliggende jorder solgt.
Framlingham Castle blev givet til Pembroke College som en filantropisk gave i 1636, hvorefter bygningerne inden for murene blev revet ned, for at gøre plads til et fattighjem. Borgen tjente dette formål til det blev lukket i 1839. Herefter blev det brugt som hal til fremstilling af store konstruktioner og som county court. I 1913 donerede Pembroke College Framlingham til Commissioner of Works. Under anden verdenskrig brugte militæret Framlingham Castle som forsvar mod en potentiel tysk invasion. I dag drives Framlingham Castle af English Heritage som en turistattraktion. Det er beskyttet af britisk lov som grade I listed building og er et scheduled monument.
Popsangeren Ed Sheeran, der voksede op i Framlingham, refererer til borgen i sangen "Castle on the Hill" fra 2017.